# Kristdemokratiska studentförbundet
Kristdemokratiska studentförbundet (KSF) är en kristdemokratisk politisk organisation för högskole- och universitetsstuderande. Organisationen bildades 2000 i samband med Kristdemokratiska partiets extra riksting och drev bland annat frågan att slopa kårobligatoriet. I övrigt främst aktiva inom frågor rörande de svenska universiteten och kristdemokratisk politisk filosofi. KSF verkar genom att bedriva debattkvällar och studiecirklar om högskolepolitik och kristdemokrati.
KSF inledde 2003 ett aktivt samarbete med de andra borgerliga studentförbunden. Organisationen har fem distrikt och hade i början av 2020 totalt 582 medlemmar.
KSF Stockholm drev tidigare frågan om att införa studentrabatt i Storstockholms lokaltrafik (SL), vilket efter valet 2006 blev verklighet.

## Uppsatsstipendium
År 2007 upprättade KSF ett uppsatsstipendium. Detta uppsatsstipendium syftar till att uppmuntra akademiska studier, kartläggningar och granskningar av kristdemokratin som politisk filosofi och politisk rörelse. Stipendiet kan ges ut till godkända uppsatser i valfritt akademiskt ämne. Uppsatsens tema måste på något sätt anknyta till kristdemokratisk idétradition eller politisk verksamhet – i Sverige eller internationellt.
Vinnaren får 5000 kronor.

## Medlemstidning
KSF:s medlemstidning hette Politeia och gavs ut fyra gånger per år.

## Hedersmedlemmar
Per Landgren utsågs till hedersmedlem i KSF av årskongressen 2021.

## Lista över ordförande och annan historik
| - 2000–2001 Douglas Brommesson - 2001–2003 Erik Augustin - 2003–2006 Patrick E. Vigren - 2006–2008 Erik Bengtson - 2008–2010 Aron Modig - 2010–2011 Kalle Bäck - 2011–2012 Erik Unogård - 2012–2013 Jessica Presits - 2013–2015 Andreas Brager - 2015–2017 David Sikström - 2018–2019 Samuel Dalevi - 2019–2020 David Rosemar - 2020–2021 Alexander Mattebo - 2021–2024 Lucas Svärd - 2024– William Persson | - 2013–2014 Carl Olehäll - 2014–2017 Anna Theodossiou - 2017–2018 Nawres Taki - 2018–2019 Simon Berneblad - 2019–2020 Mohammed Omran - 2020–2024 George Emilson - 2024– Rakel Friberg | - 2018–2019 Nawres Taki - 2019–2020 Alexander Mattebo - 2020–2021 Natalie Tegelberg - 2021–2023 Celicia Svärd - 2023–2024 William Persson - 2024– Hugo Svensson |
| - 2020–2021 Johan Heder - 2021–2022 Samuel Hansson - 2022–2024 Konstantin Löwe - 2024– Martin Kullberg | | |